# 佩列卡利
50°29′4″N 25°19′43″E / 50.48444°N 25.32861°E
佩列卡利（烏克蘭語：Перекалі），是烏克蘭西北部的村莊，隸屬里夫內州的杜布諾區。該村始建於1650年，面積8.7平方公里，海拔高度200米，2015年人口289，人口密度每平方公里39.1人。